# Comuna Berezeni, Vaslui
Berezeni este o comună în județul Vaslui, Moldova, România, formată din satele Berezeni (reședința), Mușata, Rânceni, Satu Nou și Stuhuleț.

## Așezare
Comuna se învecinează în nord cu comuna Lunca Banului, la nord-est cu comuna Vetrișoaia, la sud cu comuna Fălciu, la est cu satul Toceni (raionul Cantemir, Republica Moldova), la vest cu satul Copăceana, la sud-vest cu satul Bozia, la sud-est cu satul Antonești (raionul Cantemir, Republica Moldova), și la nord-vest cu satul Rânceni. Comuna este întinsă pe aproximativ 112,96 km².

## Demografie
Componența etnică a comunei Berezeni
     Români (94,54%)
     Alte etnii (0,13%)
     Necunoscută (5,33%)
Componența confesională a comunei Berezeni
     Ortodocși (89,01%)
     Penticostali (3,86%)
     Creștini după evanghelie (1,2%)
     Alte religii (0,4%)
     Necunoscută (5,53%)
Conform recensământului efectuat în 2021, populația comunei Berezeni se ridică la 4.487 de locuitori, în scădere față de recensământul anterior din 2011, când fuseseră înregistrați 4.780 de locuitori. Majoritatea locuitorilor sunt români (94,54%), iar pentru 5,33% nu se cunoaște apartenența etnică. Din punct de vedere confesional, majoritatea locuitorilor sunt ortodocși (89,01%), cu minorități de penticostali (3,86%) și creștini după evanghelie (1,2%), iar pentru 5,53% nu se cunoaște apartenența confesională.

## Istorie
La sfârșitul secolului al XIX-lea, comuna făcea parte din plasa Prutul a județului Fălciu și era alcătuită din satele Berezeni, Satu Nou și Vicoleni, cu o populație de 1155 de locuitori. În comună funcționa o școală mixtă și două biserici. La acea vreme, pe teritoriul actual al comunei, funcționa în aceiași plasă și comuna Rânceni, ce era alcătuită din satele Rânceni, Cristinicul, Mușata, Stuhuleț și Gura Sărăței, cu o populație de 1297 de locuitori. În comună funcționa trei biserici.
Anuarul Socec din 1925 consemnează comunele în plasa Fălciu din același județ. Comuna Berezeni avea o populație de 2160 de locuitori (în satele Berezeni și Copăceana), iar comuna Rânceni avea o populație de 1540 de locuitori (în satele Rânceni, Mușata și Stuhuleț).
În 1931, după o reorganizare administrativ teritorială a comunelor urbane și rurale, comuna Berezeni rămâne cu satele Berezeni și Gura Sărăței, iar comuna Rânceni primește satul Copăceana (anterior, la comuna Berezeni).
În 1950, comunele au fost transferate regiunii Bârlad, iar în anul 1956, după desființarea regiunii, comuna a fost transferată regiunii Iași. Între timp, satul Copăceana a trecut în cadrul comunei Fălciu, iar satul Gura Sărăței a fost desființat în aceiași perioadă.
În anul 1968, comuna a fost transferată județului Vaslui, căpătând actuala formă. Tot atunci, comuna Rânceni este desființată și inclusă în comuna Berezeni.

## Politică și administrație
Comuna Berezeni este administrată de un primar și un consiliu local compus din 13 consilieri. Primarul, Cornel Prăjica[*], de la Alianța pentru Unirea Românilor, este în funcție din 1 noiembrie 2024. Începând cu alegerile locale din 2024, consiliul local are următoarea componență pe partide politice:
|  | Partid                          | Consilieri | Componența Consiliului | Componența Consiliului | Componența Consiliului | Componența Consiliului | Componența Consiliului | Componența Consiliului |
|  | ------------------------------- | ---------- | ---------------------- | ---------------------- | ---------------------- | ---------------------- | ---------------------- | ---------------------- |
|  | Alianța pentru Unirea Românilor | 6          |                        |                        |                        |                        |                        |                        |
|  | Partidul Social Democrat        | 5          |                        |                        |                        |                        |                        |                        |
|  | Partidul Național Liberal       | 2          |                        |                        |                        |                        |                        |                        |